# Nothing Phone 1
Nothing Phone 1, стилізовано як phone (1) — Android-смартфон від компанії Nothing Technology Ltd. Смартфон було анонсовано 23 березня 2022 року, а початок продажів очікується 21 липня 2022 року.

## Історія
Компанію Nothing було засновано в 2020 році, про що було оголошено 27 січня 2021 року колишнім співзасновником китайської компанії OnePlus Карлом Пеєм, через кілька місяців після того, як Пей покинув компанію. Метою компанії було оголошено «усунення бар'єрів між людьми та технологіями для створення бездоганного цифрового майбутнього». Хоча на той час не було анонсовано жодного продукту, компанія оголосила, що нові продукти компанії будуть випущені пізніше того ж року.
Після того, як Nothing випустив свій перший продукт, ear (1), компанія оголосила про партнерство з Qualcomm, яке дозволить їм використовувати їхні чипи Snapdragon у своїх майбутніх пристроях.
Спекуляції щодо першого смартфона Nothing почали зростати в березні 2022 року під час Mobile World Congress в Барселоні, коли компанія презентувала свій прототип для партнерів, зокрема для компанії Qualcomm. Залучивши до 70 мільйонів доларів у фінансуванні, Nothing анонсувала свій перший смартфон під час презентації 23 березня.
20 червня 2022 року компанія Nothing показала дизайн Nothing Phone (1) на виставці The Art Basel Show у Базелі, Швейцарія. Компанія Nothing підтвердила, що 12 липня відбудеться ще один захід, на якому буде оголошено додаткову інформацію про Phone (1), включаючи ціни та характеристики.
12 липня 2022 року телефон було представлено під час онлайн-заходу.

### Випуск
Компанія Nothing оголосила про співпрацю з телекомунікаційними компаніями O2 у Великій Британії, Deutsche Telekom у Німеччині та Flipkart в Індії щодо випуску телефону, причому телефон буде випущено виключно у Великій Британії провайдером O2 та Німеччині провайдером Deutsche Telekom. На запитання щодо випуску телефону на ринок Північної Америки компанія підтвердила, що телефон не буде випущений у Північній Америці. Хоча компанія підтвердила, що Nothing планує випустити смартфон для північноамериканського ринку, натомість phone (1) буде розповсюджуватися серед приватних інвесторів за закритою бетапрограмою. Попередні замовлення розпочалися 24 червня 2022 року лише за запрошеннями. Першими зробити замволення змогли члени приватної спільноти, а клієнти, які хотіли попередньо замовити телефон, повинні були заплатити 20 фунтів стерлінгів або 20 євро, щоб придбати телефон у липні.

## Технічні характеристики

### Дизайн

Маленькі світлодіоди на задній панелі телефону

Phone 1 має прозорий дизайн, подібний до іншого продукту компанії, Nothing Ear (1). Користувач може бачити внутрішні компоненти пристрою, що робить його «дуже відмінною та знаковою особливістю дизайну». Телефон складається з 400 компонентів. У нього плоскі рамки, як у iPhone 12. Він має ступінь захисту від бризок, води та пилу IP53.
Конструкція має 900 маленьких світлодіодів на задній панелі, які використовують інтерфейс ґліфів, щоб засвічувати задні світлодіоди синхронно зі звуками телефону. Ці «індикатори» також світяться, щоб показати стан заряджання телефону. Корпус телефону складається з переробленого алюмінію з додаванням пластикових компонентів, які на 50 % виготовлені з біологічних або перероблених матеріалів. Дисплей захищений склом Gorilla Glass 5, а корпус покритий склом Gorilla Glass 6. Також на дисплеї є датчик відбитків пальців.
У телефоні є стереодинаміки, але немає роз'єму для навушників.
Телефон має Bluetooth 5.2 і підтримує NFC.
Телефон доступний в білому і чорному кольорах.

### Апаратне забезпечення
Phone 1 працює на базі процесора Qualcomm Snapdragon 778G+ і має 6,5-дюймовий екран із роздільною здатністю 1080 × 2400 і частотою оновлення 120 Гц. Екран може досягати яскравості 1200 ніт і підтримує відображення 1 мільярда кольорів. Телефон має акумулятор ємністю 4500 мА·год із зарядкою потужністю 33 Вт, яка здатна зарядити телефон від 0 до 50 % за 30 хвилин і повністю зарядити пристрій за 70 хвилин. Він також має бездротову зарядку потужністю 15 Вт, реверсивну бездротову зарядку потужністю 5 Вт і підтримує стандарти Quick Charge 4.0 і Power Delivery 3.0 до 33 Вт. Його можна обрати у конфігурації 8+128, 8+256 або 12+256 оперативної пам'яті та накопичувача.
Телефон має подвійну 50-мегапіксельну основну та надширококутну камери. Основна камера підтримує як оптичну стабілізацію зображення, так і цифрову стабілізацію зображення та здатна записувати відео 4K зі швидкістю 30 кадрів/с і відео FHD зі швидкістю 60 кадрів/с. Телефон не має спеціального телеоб'єктива, замість нього використовується цифровий зум для знімання великим планом. На задній панелі телефону є червоний світлодіод, який світиться під час запису відео.

### Програмне забезпечення
Phone 1 працюватиме на Nothing OS, новій операційній системі на основі операційної системи Android. Операційна система буде побудована на базі екосистеми, яка може з'єднувати та інтегрувати продукти Nothing і продукти інших брендів. Nothing OS було перевірено та виявилося, що це майже стандартна операційна система Android, з деякими налаштуваннями, щоб забезпечити «швидку, плавну та індивідуальну роботу». Телефон отримуватиме принаймні три роки оновлення програмного забезпечення та чотири роки оновлення безпеки.

## Відгуки
Engadget назвав телефон «дуже чудовим Android середнього класу». Було позитивно відзначено увагу компанії до деталей телефону. Загалом Engadget дав смартфону оцінку 88/100.
CNET похвалив доступний і яскравий дизайн телефону, а також надійну продуктивність і камеру, хоча вони дійшли висновку, що час роботи батареї був занадто коротким. Nothing phone (1) отримав від них оцінку 8,5/10.
Кілька перших покупців скаржилися на зелений відтінок і биті пікселі на своїх екранах. Компанія Nothing стверджувала, що вони повторно відкалібрують дисплей в майбутньому оновленні програмного забезпечення, і закликала клієнтів, що стикнулися із проблемою, зв'язатися зі службою підтримки та вимагати заміни.